# Perinereis binongkae
Perinereis binongkae är en ringmaskart som först beskrevs av Horst 1924.  Perinereis binongkae ingår i släktet Perinereis och familjen Nereididae. Inga underarter finns listade i Catalogue of Life.